# Лавроцветни
Лавроцветните (Laurales) са разред покритосеменни растения, включващ около 2500-2800 вида дървета и храсти, обединени в 85-90 рода. Повечето видове се срещат в тропиците и субтропичните области.
Съгласно класификацията на Групата по филогения на покритосеменните (APG) (2003), разредът включва 7 семейства:
- Atherospermataceae
- Calycanthaceae
- Gomortegaceae
- Hernandiaceae
- Lauraceae – Лаврови или Дафинови
- Monimiaceae
- Siparunaceae

Класификацията на Кронкуист включва в разреда още семействата Amborellaceae и Trimeniaceae. Освен това тя включва Atherospermataceae и Siparunaceae в Monimiaceae и обособява част от представителите на Calycanthaceae в самостоятелно семейство Idiospermaceae.